# 格雷格·格雷厄姆
格雷戈里·劳伦斯·格雷厄姆（英語：Gregory Lawrence Graham，1970年11月26日—），美国NBA联盟前职业篮球运动员。他在1993年的NBA选秀中第1轮第17顺位被夏洛特黄蜂选中。